# John Levén
John Gunnar Levén, švedski basist, * 25. oktober 1963, Stockholm, Švedska.
Deluje kot basist v švedski skupini Europe. Levén in pevec Joey Tempest sta edina člana, ki sta sodelovala na prav vseh studijskih albumih skupine.

## Glasbena kariera
Skupini Europe se je Levén pridružil leta 1981 in na bas kitari zamenjal Petra Olssona. Leta 1985 je prepričal pevca Joeya Tempesta, da je razvil svoj klaviaturski riff, napisan nekaj let pred tem, v skladbo »The Final Countdown«, ki je postala največji hit skupine.
V času, ko je bila skupina Europe na mirovanju, je John Levén snemal in nastopal s skupinami Brazen Abbot, Clockwise, Last Autumn's dream in Southpaw, s svojim tovarišem iz skupine Europe Johnom Norumom in Glennom Hughesom, nakdanjim pevcem iz skupin Black Sabbath in Deep Purple.
Leta 2003 se je skupina Europe ponovno združila v stari postavi. John Levén je soavtor pesmi »Always the Pretenders« z albuma Start From the Dark iz leta 2006 in »The Beast« z albuma Last Look at Eden iz leta 2009.

## Zasebno življenje
John Levén  je v razmerju in oče treh sinov: Daniela, Alexa in Adriana.

## Diskografija
Europe
- Europe (1983)
- Wings of Tomorrow (1984)
- The Final Countdown (1986)
- Start from the Dark (2004)
- Secret Society (2006)
- Last Look at Eden (2009)
- Bag of Bones (2012)
- War of kings (2015)
- Walk The Earth (2017)

Ostali izvajalci
- Glenn Hughes - From Now On... (1994)
- Glenn Hughes - Burning Japan Live (1994)
- Thin Lizzy Tribute - The Lizzy Songs (1995)
- Johansson Brothers - Sonic Winter (1996)
- Brazen Abbot - Eye of the Storm (1996)
- Clockwise - Nostalgia (1996)
- Brazen Abbot - Bad Religion (1997)
- Clockwise - Naïve (1998)
- Southpaw - Southpaw (1998)
- Thore Skogman - Än Är Det Drag (1998)
- Nikolo Kotzev - Nikolo Kotzev's Nostradamus (2001)
- Brazen Abbot - Guilty as Sin (2003)
- Last Autumn's Dream - Last Autumn's Dream (2003)
- Jayce Landberg - Good Sleepless Night (2010
- Crowne - Kings in the North (2021)